# Palazzo Valerio-Longo

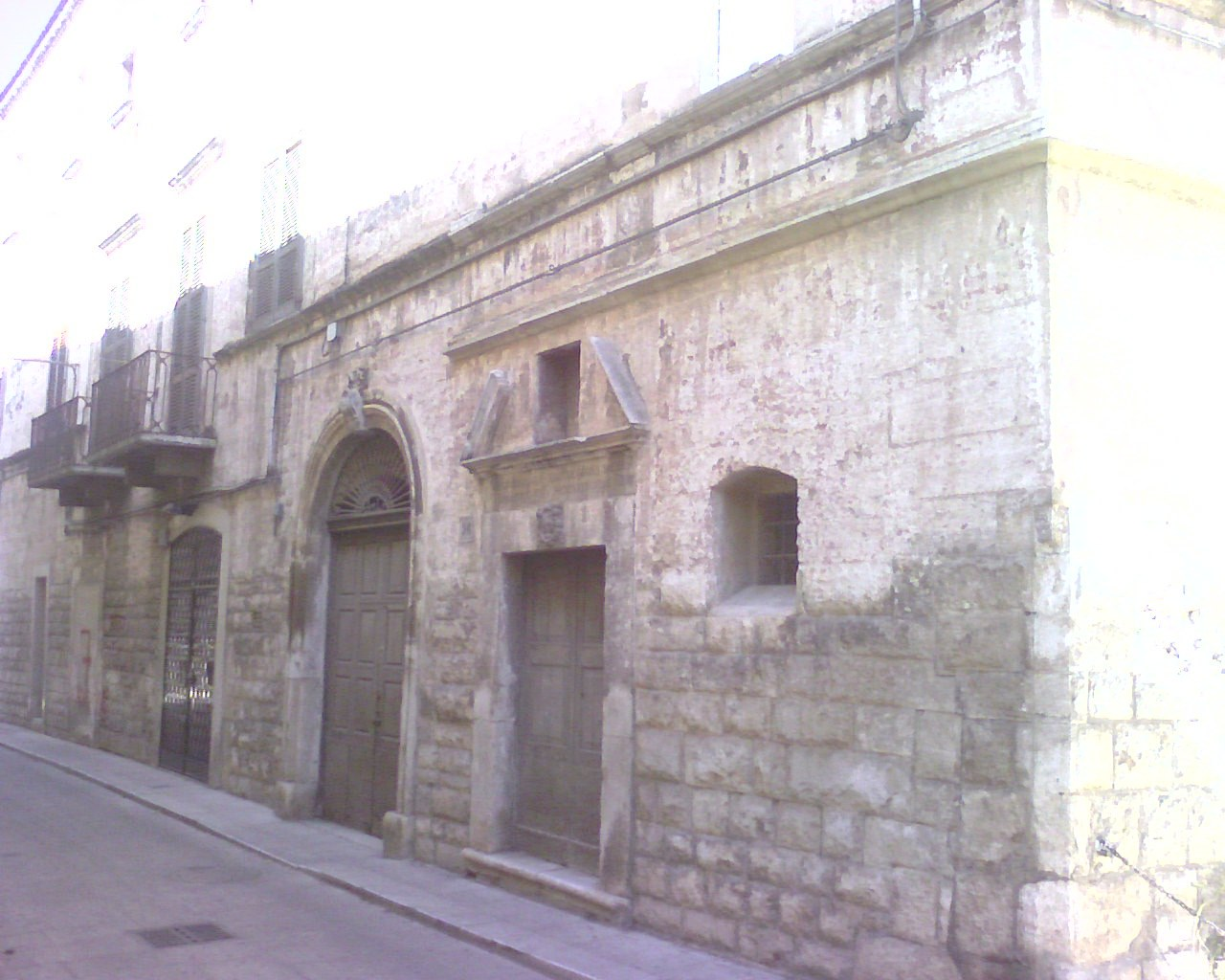
Facciata del palazzo

Palazzo Longo è un palazzo storico di Modugno che sorge nella centralissima via Conte Rocco Stella.

## Storia
L'edificio fu eretto tra il 1568, come si evince da un atto notarile ipotecario a favore del Capitolo di Modugno, e il 1677, come si evince da un'iscrizione sull'architrave di un portale nel lato sinistro del palazzo, presso l'edicola Madonna delle Grazie.
A edificare il palazzo fu Matteo Valerio; suo nipote Matteo Valerio junior, morto senza eredi diretti, lo lasciò in eredità ai nipoti Giuseppe e Vito Mininni di Palo del Colle, che nel 1787 lo vendettero, per la cospicua somma di 3300 ducati d'argento, al loro parente il Magnifico Angelantonio Longo (1743-1827) di Don Andrea.
Angelantonio Longo apportò numerose modifiche all'edificio, soprattutto agli esterni che, come si evince dalle stime dei periti, erano andati in degrado. Fu realizzato un bugnato rustico alle pareti fino alla cornice marcapiano e nel 1827 furono tamponate le due logge laterali al primo piano per ricavare spazio interno.
Ulteriori migliorie furono apportate dagli eredi di Angelanotonio Longo: dal figlio Cav.Nicola Longo (1789-1877), medico e patriota, il quale edificò in Palese Macchie nel 1870 la monumentale Villa Longo de Bellis quale residenza estiva, dal nipote Cav. Angelo Longo(1832-1917), primo sindaco di Modugno dopo l'Unità d'Italia, dal Professor Carlo e dai loro discendenti.
Nel 1870 furono realizzati due balconi sul prospetto principale e verso la fine del 1800 furono rimaneggiati gli interni.

## Descrizione
Agli estremi opposti del lungo prospetto su via Conte Stella, presentava al primo piano due loggiati, successivamente tamponati. Altre due logge e una grande terrazza sono presenti sul prospetto posteriore su via Casalnuovo (oggi via De Gasperi) e sulle antiche mura di Modugno (abbattute nel 1820), di cui resta tamponata solo una loggia. Gli archi a tutto sesto delle logge sono ornate di testine umane e motivi floreali e stemma gentilizio angolare della famiglia Longo (d'azzurro alla fascia con tre stelle d'oro, colomba e giglio) su una loggia che guarda Porta della Staccata.
Il palazzo ha due portali d'ingresso con archi a tutto sesto modanati. Uno dei due presenta in chiave di volta una maschera apotropaica. A fianco, nel 1705, venne eretta la Cappella Valerio-Longo dedicata a San Francesco di Paola. L'ingresso è caratterizzato da un grande androne che porta alle stalle, alla cappella e alla scalinata che conduce al piano nobile. Al centro del soffitto di quest'ultima, è presente un grande mascherone apotropaico. Al centro del palazzo vi è una corte interna con arcate a tutto sesto, per due lati tamponate. Su uno degli archi è presente lo stemma gentilizio della famiglia Valerio (bipartito con l'aquila nell'uno e nell'altro). Il palazzo contava in origine 52 ambienti tra piano nobile, sottotetti, locali stalle, palmento, chiesetta e giardinetto di agrumi.
I piani superiori sono delimitati da cornici marcapiano. Nel primo piano sono presenti due balconi, risalenti al 1870. Mentre, le altre finestre nei piani superiori sembrano originali e talvolta contornate da archi ciechi, in alcuni casi ornate da testine umane, come quelle presenti sulla facciata di Palazzo Piepoli. Nella parte sinistra dell'edificio, nei piani superiori sono visibili ornamenti con motivi floreali. Il palazzo Longo è vincolato dal 1981 dalla Soprintendenza ai Beni Culturali in quanto palazzo tardo-rinascimentale di interesse storico, artistico e architettonico.